# Фоснавог
Фо̀снавог (на норвежки: Fosnavåg) е малък град в северозападната част на Южна Норвегия. Разположен е на брега на Норвежко море във фюлке Мьоре ог Ромсдал на около 380 km на северозапад от столицата Осло. Главен административен център на община Херьой. Има малко пристанище, което се ползва предимно за износ на риба. Население 3501 жители според данни от преброяването към 1 януари 2008 г.

## Известни личности
Родени във Фоснавог
- Май-Брит Мосер (р. 1963), биоложка